# Medal of Honor (Computerspielreihe)
Medal of Honor ist eine Serie von Videospielen, deren meisten Einträge während des Zweiten Weltkriegs spielen. Die Spiele gehören zum Genre der Ego-Shooter, in denen der Spieler in die Rolle eines US-amerikanischen Soldaten schlüpft und den Feind, die Achsenmächte (nur Deutsche, Italiener und Japaner), bekämpft. Im Mehrspielerspiel können von den Spielern auch andere Nationen gewählt werden (Deutsche, Russen, Franzosen, Briten, Italiener). Die ersten beiden Teile der Serie wurden von DreamWorks Interactive entwickelt und ab 1999 von Electronic Arts nur für die PlayStation-Spielekonsole veröffentlicht. Später kamen diverse Nachfolger und Erweiterungen für verschiedene Plattformen heraus.
Im Einzelspielermodus folgen die Spiele der Reihe einer linearen Handlung, die unterschiedliche Schauplätze und Ereignisse des Zweiten Weltkrieges behandelt, z. B. die Landung der Alliierten am D-Day oder den U-Boot-Krieg. Dabei folgt das Spiel einer Erzählweise, die sich an populären Kriegsfilmen der letzten Jahre, z. B. Der Soldat James Ryan, Der schmale Grat oder Enemy at the Gates, orientiert.
Die Spielreihe legt Wert auf historische Genauigkeit und Realismus. Die Entwickler arbeiteten eng mit der Gesellschaft der Congressional Medal of Honor zusammen. Laut eigener Aussage lehnen die Entwickler es ab, für ihre Spielreihe jemals den Schauplatz (anderer Krieg) zu wechseln, da nur beim Zweiten Weltkrieg die Grenzen zwischen „gut“ und „böse“ offensichtlich und die Rechtfertigung zum Spielen gegeben seien, bei anderen Konflikten jedoch nicht. Trotz dieser Aussage spielten die späteren Ableger Medal of Honor (2010) und Medal of Honor: Warfighter (2012) an Kriegsschauplätzen der Gegenwart. 2020 kehrte die Reihe mit Medal of Honor: Above and Beyond in den Zweiten Weltkrieg zurück.
Die Medal-of-Honor-Reihe gehörte zu den weltweit erfolgreichsten Videospielreihen und erhielt vor allem anfangs viel Kritikerlob. Mit der Zeit verlor die Serie zunehmend an Marktanteilen gegenüber Konkurrenten, wie Call of Duty von Activision und Battlefield von Electronic Arts.

## Spiele

### Chronologie
| Titel                                       | Plattform(en)                       | Erscheinen                                    | Erscheinen                             |
| Titel                                       | Plattform(en)                       | USA                                           | Europa                                 |
| ------------------------------------------- | ----------------------------------- | --------------------------------------------- | -------------------------------------- |
| Medal of Honor                              | PlayStation                         | 11. November 1999                             | November 1999                          |
| Medal of Honor: Underground                 | PlayStation                         | 27. Oktober 2000                              | 27. Oktober 2000                       |
| Medal of Honor: Underground                 | Game Boy Advance                    | 25. November 2002                             | 27. Oktober 2000                       |
| Medal of Honor: Allied Assault              | Windows, OS X                       | 22. Januar 2002                               | 19. Februar 2002                       |
| Medal of Honor: Allied Assault Spearhead    | Windows, OS X                       | 12. November 2002                             | 6. Dezember 2002                       |
| Medal of Honor: Allied Assault Breakthrough | Windows, OS X                       | 22. September 2003                            | 26. September 2003                     |
| Medal of Honor: Frontline                   | PlayStation 2                       | 28. Mai 2002                                  | 6. Juni 2002                           |
| Medal of Honor: Frontline                   | GameCube, Xbox                      | 10. November 2002                             | 31. Januar 2003                        |
| Medal of Honor: Frontline                   | PlayStation 3                       | 12. Oktober 2010                              | 14. Oktober 2010                       |
| Medal of Honor: Rising Sun                  | GameCube, PlayStation 2, Xbox       | 11. November 2003                             | 27. November 2003                      |
| Medal of Honor: Infiltrator                 | Game Boy Advance                    | 17. November 2003                             | 5. Dezember 2003                       |
| Medal of Honor: Pacific Assault             | Windows                             | 2. November 2004 (DVD), 9. November 2004 (CD) | 18. November 2004                      |
| Medal of Honor: European Assault            | GameCube, PlayStation 2, Xbox       | 6. Juni 2005                                  | 16. Juni 2005                          |
| Medal of Honor: Heroes                      | PlayStation Portable                | 23. Oktober 2006                              | 24. November 2006                      |
| Medal of Honor: Vanguard                    | PlayStation 2, Wii                  | 26. März 2007                                 | 30. März 2007                          |
| Medal of Honor: Airborne                    | Windows, Xbox 360                   | 4. September 2007                             | 13. September 2007                     |
| Medal of Honor: Airborne                    | PlayStation 3                       | 13. November 2007                             | 5. Dezember 2007                       |
| Medal of Honor: Heroes 2                    | Wii, PlayStation Portable           | 13. November 2007                             | 28. November 2007                      |
| Medal of Honor                              | Windows, PlayStation 3, Xbox 360    | 12. Oktober 2010                              | 14. Oktober 2010 15. Oktober 2010 (UK) |
| Medal of Honor: Warfighter                  | Windows, PlayStation 3, Xbox 360    | 23. Oktober 2012                              | 25. Oktober 2012                       |
| Medal of Honor: Above and Beyond            | Windows mit Virtual-Reality-Headset | 11. Dezember 2020                             | 11. Dezember 2020                      |

### Medal of Honor
Medal of Honor ist der erste Teil der Reihe und erschien 1999 für die PlayStation. Dieses Spiel, das wie sein direkter Nachfolger noch von DreamWorks Interactive entwickelt wurde, entstand in enger Zusammenarbeit mit Steven Spielberg. Lob erhielt das Spiel auch für seine atmosphärische Musik, die von Michael Giacchino komponiert wurde. Die Handlung des Spieles erzählt die Geschichte des amerikanischen Lieutenant James Patterson und seiner Kampfeinsätze an der Westfront 1944 und 1945. Neben offenen Kämpfen bietet das Spiel auch Undercovermissionen, in denen der Spieler in deutscher Uniform verdeckt operiert. In Deutschland war das Spiel, obwohl es bereits zensiert war, von der BPjS indiziert. Die Listenstreichung erfolgte im März 2025.

### Medal of Honor: Underground
Medal of Honor: Underground ist der im Jahr 2000 erschienene direkte Nachfolger des Erstlings Medal of Honor und wurde ebenfalls von DreamWorks Interactive entwickelt. Der Spieler übernimmt die Rolle der Französin Manon Batiste, einer Angehörigen des französischen Widerstandes. Neben vereinzelten Feuergefechten in Frankreich, werden vor allem verdeckte Missionen gespielt (beispielsweise als Fotografin), die Manon nach Nordafrika, Griechenland, Italien und Deutschland führen. Wie sein Vorgänger, wurde auch Underground in Deutschland indiziert und ist für PlayStation und Game Boy Advance erschienen.

### Medal of Honor: Allied Assault
Medal of Honor: Allied Assault ist das dritte Spiel der Reihe. Es wurde von 2015 Games entwickelt und im Frühjahr 2002 für PC und Mac veröffentlicht. Es basiert auf der Quake-Engine. Das Spiel folgt Lt. Mike Powell von den United States Army Rangers von 1942 bis 1945. Das Spiel beginnt mit Missionen in Nordafrika und im verschneiten Norwegen, bis man die Operation Overlord spielt. Die Inszenierung vieler Level orientiert sich dabei stark am Film Der Soldat James Ryan (z. B. die Landung am Omaha Beach, eine in Trümmern liegende Stadt mit deutschen Scharfschützen) und bietet erstmals zahlreiche Zwischensequenzen sowie Kontrollpunkte, aber auch die Möglichkeit manuell zu speichern.
Mit Spearhead und Breakthrough erschienen 2002 und 2003 zudem zwei Erweiterungen. Bei Spearhead schlüpft man dabei in die Rolle von Sgt. Jack Barnes von der 101. US-Luftlandedivision. Das Spiel startet mit einem Fallschirmsprung und der Fokus liegt dabei auf dem Ende des Krieges, mit opulenten Schlachten im französischen Hinterland, in den Ardennen und dem zerstörten Berlin. In der zweiten Erweiterung, Breakthrough, spielt man den Sergeant John Baker von der 34. US-Infanteriedivision und kämpft ab 1943 in Nordafrika und Italien (Sizilien, Monte Cassino). In Breakthrough kämpft man in der Serie erstmals, neben deutschen, auch gegen italienische Soldaten.

### Medal of Honor: Frontline
Medal of Honor: Frontline ist das erste Spiel der Reihe, das von Electronic Arts selbst entwickelt wurde. Es erschien im Frühjahr 2002 zunächst für die PlayStation 2 und nach einem halben Jahr folgten Umsetzungen für den GameCube und die Xbox. Erneut schlüpft man in die Rolle von Lieutenant Jimmy Patterson und spielt vor allem Fronteinsätze, wie die Landung am D-Day (die fast identisch von Allied Assault übernommen wurde) oder die Operation Market Garden, die sich in ihrer Inszenierung stark an den Filmen Der Soldat James Ryan und Die Brücke von Arnheim, sowie der Serie Band of Brothers orientieren. Bis auf wenige Missionen, wie etwa das Eindringen in eine deutsche U-Boot-Werft, ist man nun erstmals in größeren Gruppen unterwegs. Großen spielerischen Einfluss hat dies jedoch nicht. Außerdem kann man in Frontline erstmals (bis auf Granaten) mit allen Waffen Nahangriffe ausführen. Einzigartig an diesem Spiel ist das Auftreten eines Hauptantagonisten in Form des SS-Offiziers Hauptsturmführer Rudolf von Sturmgeist.

### Medal of Honor: Rising Sun
Medal of Honor: Rising Sun ist das fünfte Spiel der Serie. Es wurde von EA Los Angeles entwickelt und ist Ende 2003 für PlayStation 2, GameCube und Xbox erschienen. Man kämpft als Spieler erstmals nicht gegen Deutsche. Das Spiel, das nun den Pazifikkrieg behandelt, beinhaltet nun die Japaner als Hauptfeinde. Man schlüpft hier als Spieler in die Rolle von Corporal Joseph Griffin, der sich an Bord des Schlachtschiffes California in Pearl Harbor befindet, als plötzlich der japanische Angriff beginnt. Weitere Missionen führen den Spieler auf die Philippinen, nach Guadalcanal, nach Singapur, Burma und auf einen japanischen Flugzeugträger. Dieses Spiel, das großen Wert auf die Erzählung der Geschichte der Hauptfigur legt, orientiert sich stark an Kriegsfilmen wie Pearl Harbor, Tora! Tora! Tora! und Die Brücke am Kwai (die es auch im Spiel gibt). So gibt es zahlreiche Missionen mit Dschungelkämpfen und ein Level behandelt die Suche nach dem Gold von Yamashita Tomoyuki. Rising Sun ist das bisher einzige Spiel der Serie, dass über einen 2-Spieler-Modus verfügt. In diesem übernimmt man als Spieler 2 die Rolle des Marines Private Geoff Stewart. Die Musik dieses Spieles komponierte erstmals Christopher Lennertz.

### Medal of Honor: Pacific Assault
Medal of Honor: Pacific Assault ist exklusiv für Windows erschienen und behandelt, wie schon zuvor das Konsolenspiel Rising Sun, den Pazifikkrieg. Dieses Spiel, erneut von EA entwickelt, basiert auf der Physik-Engine Havok und erschien Ende 2004 auf CD und DVD. Dieses Spiel handelt vom Marine Private Tommy Conlin und behandelt von 1941 bis 1943 die Schlachten von Pearl Harbor, Makin Raid, Guadalcanal, sowie die Kämpfe auf Tarawa. Anders als Rising Sun orientiert sich Pacific Assault mehr an den Filmen Der schmale Grat und Pearl Harbor.

### Medal of Honor: European Assault
Mit Medal of Honor: European Assault kehrt die Reihe aus dem Pazifik auf die Schlachtfelder Europas zurück. Das Spiel wurde von EA entwickelt und erschien im Sommer 2005 für die drei Konsolen PlayStation 2, GameCube und Xbox. Die Handlung dafür schrieb der Drehbuchautor John Milius. Das Spiel sollte ursprünglich als Medal of Honor: Dogs of War erscheinen, erfuhr dann jedoch noch eine Namensänderung. Trotz des Titels spielt European Assault nicht ausschließlich in Europa, sondern erneut in Nordafrika. Man spielt vier Missionen, unterteilt in weitere Levels, wobei man ab 1942 den amerikanischen Lt. William Holt spielt. Neben Nordafrika, wo man die britischen Desert Rats in Tunesien unterstützt, nimmt man an den Kämpfen um den deutschen U-Boot-Bunker in Saint-Nazaire (Frankreich) teil, kämpft zusammen mit Sowjets in Stalingrad (Mamajew-Hügel) und widersetzt sich schließlich der deutschen Ardennenoffensive in Belgien. Obwohl man nach wie vor nur einen Amerikaner spielt, sind die wechselnden Fronten, an denen man kämpft, eine Reaktion auf den Erfolg der Konkurrenzreihe Call of Duty. Das Spiel bietet zudem erstmals Inhalte wie einen Bullet-Time-Modus, Offiziere als Bossgegner und „Power Ups“.

### Medal of Honor: Vanguard
Medal of Honor: Vanguard wurde von Electronic Arts zusammen mit Budcat Creations entwickelt und erschien im Frühjahr 2007 für die PlayStation 2 und Wii. In der Rolle des Corporal Frank Keegan, einem Angehörigen der 82. US-Luftlandedivision, kämpft man ab 1943 in Europa gegen die Deutschen. Jede Mission beginnt mit einem Fallschirmsprung, wobei man den Landeort selbst anfliegen kann, was mehrere taktische Möglichkeiten einbringen soll. Die Missionen des Spieles behandeln die Operation Husky (Sizilien), die Operation Neptune (Frankreich), die Operation Market Garden (Holland), sowie die Operation Varsity (Deutsches Reich). Dies ist das erste Spiel der Reihe, das für Nintendos Wii erschien, wobei die Steuerung als gut umgesetzt gilt.

### Medal of Honor: Airborne
Medal of Honor: Airborne wurde von EA entwickelt und erschien im September 2007 für die Xbox 360 und für Windows. Der Erscheinungstermin für die PlayStation 3 war der 5. Dezember 2007. Medal of Honor: Airborne ist somit das erste Spiel der Reihe, von dem sowohl eine Konsolen- als auch eine PC-Fassung erschien. Dabei schlüpft man in die Rolle des Private First Class Boyd Travers, einem Fallschirmjäger der 82. US-Luftlandedivision und später der 17. US-Luftlandedivision. Das Spiel spielt ab 1943 an den Schlachtfeldern in Italien (Operation Avalanche) und der Westfront. Erstmals seit Frontline komponierte wieder Michael Giacchino die Musik des Spieles. Neben verbesserter Grafik ist die größte Neuerung, bei den Fallschirmsprüngen, die jede Mission einleiten, überall auf der Karte landen zu können. Dies bietet verschiedene taktische Möglichkeiten (z. B. in ruhigem Gebiet außerhalb landen und bedächtig vorgehen oder direkt ins Gefecht eingreifen). Außerdem sind bei MoH: Airborne in allen europäischen Versionen sämtliche NS-Symbole wie Hakenkreuze oder SS-Runen entfernt worden.

### Medal of Honor: Heroes 2
Zeitgleich erschien Ende 2007 das Spiel Medal of Honor: Heroes 2 für Wii und PSP. Dieses Spiel, das den exklusiven PSP-Handheld-Vorgänger fortsetzt, bietet erneut eine Einzelspielerkampagne im klassischen Serienstil, legt aber auch großen Wert auf diverse Mehrspielermodi. Das Spiel erzählt die Geschichte des Lieutenant John Berg während der Schlacht um Cherbourg. Das Spiel wurde speziell an die beiden Systeme angepasst und soll so die jeweiligen Vorteile dieser nutzen.
Electronic Arts beantragte aus nicht genannten Gründen keine Klassifizierung des Titels durch die USK. Naheliegend ist, dass unter anderem durch die Vorstellung des Spiels zusammen mit dem Wii Zapper, einem Schusswaffenförmigen Aufsatz für die Wii-Fernbedienung, keine Einstufung zu erwarten war. Das Spiel ist demnach in Deutschland nicht für die Wii erschienen.

### Medal of Honor (2010)
Mit Medal of Honor gab es 2010 einen weiteren Teil der Reihe, wobei das Spiel erstmals in der Gegenwart spielt. Vor dem Hintergrund des Afghanistan-Konflikts übernimmt der Spieler Rollen in vier Parteien; im AFO Wolfpack (Delta Force) als Deuce, im AFO Neptune (DEVGRU) als Rabbit, im 75th Ranger Regiment als Specialist Dante Adams und als Bordschütze Cpt. Brad „Hawk“ Hawkins im Kampfhubschrauber AH-64 Apache des 2nd Aviation Regiment. Die AFO-Teams (Advanced Force Operations) gehören zum Joint Special Operations Command und unterstehen dabei direkt der National Command Authority, also dem Präsidenten der Vereinigten Staaten von Amerika. Ihre Mitglieder werden als „Tier 1 Operator“ bezeichnet. Die Handlung selbst dreht sich um die Eroberung des Shahi-Kot-Tals, das auch während der Operation Anaconda im März 2002 Ziel der US-Streitkräfte war.
Electronic Arts und Entwickler Danger Close bezeichneten Medal of Honor als „Neubeginn“ für die Marke. Außerdem arbeitete DICE (Battlefield-Reihe, Mirror’s Edge) am Mehrspielermodus des Spiels. Eine Multiplayer-Beta des Spiels startete am 21. Juni 2010. Das Spiel erschien am 14. Oktober 2010 für Xbox 360, PlayStation 3 und Windows.
Die deutsche Verkaufsversion von Medal of Honor ist für den deutschen Markt angepasst. So befinden sich in der USK-18-Version bei Leichen keine Ragdoll-Effekte mehr und der Gewaltgrad wurde bei Kopftreffern heruntergeschraubt. Die PEGI-Version aus dem deutschsprachigen Ausland ist weitestgehend ungekürzt (in der beiliegenden Neuauflage (nur bei PS3) von Medal of Honor: Frontline sind verfassungsfeindliche Symbole entfernt) und war ebenfalls in Deutschland erhältlich. Im Dezember 2010 wurde die Version von der Bundesprüfstelle für jugendgefährdende Medien auf Liste B (seit Januar 2012 Liste A) indiziert und unterliegt damit in Deutschland den Indizierungsbeschränkungen.
Der Shooter bekam von der Fachpresse durchschnittliche Wertungen. GameStar vergab nur eine Punktzahl von 68 von 100 möglichen Punkten. Die Tester bemängelten u. a. die durchwachsene Grafik, die sehr kurze Spielzeit und das abwechslungsarme Leveldesign. Auch PC Games bezeichnete das Spiel zwar nur als „mittelmäßigen Shooter“, vergab dennoch eine durchaus positive Wertung von 78 Punkten. Die Website cynamite.de würdigte das Spiel mit 8 von 10 Punkten, betonte jedoch, dass der Titel keine Konkurrenz für Call of Duty: Modern Warfare 2 sei. GamePro bewertete die Konsolen-Versionen mit jeweils 75 %. In den Reviews wurden u. a. die unverkennbaren Parallelen zu Call of Duty, die schwache KI und die Handlung bemängelt.
Bereits kurz nach Erscheinen des Spiels kündigte Publisher Electronic Arts eine kostenlose Download-Content-Erweiterung für das Spiel an, das am 3. November erschien.

### Medal of Honor: Warfighter
Ende Februar 2012 wurde von EA der direkte Nachfolger Medal of Honor: Warfighter angekündigt. Das Spiel wurde abermals von Danger Close entwickelt und basiert auf der von Battlefield 3 verwendeten Engine Frostbite 2. Im Gegensatz zum Vorgänger werden der Einzel- und Mehrspielermodus eigens von Danger Close entwickelt. Es wurde am 25. Oktober 2012 veröffentlicht.
Nach schlechten Absatzzahlen, enttäuschenden Wertungen und dem Misserfolg der Neuauflage beschloss der Publisher im Frühjahr 2013 die Entwicklung des Franchise einzustellen. Die technische Unterstützung für Warfighter wurde bereits zum Jahreswechsel 2012/2013 eingestellt. Der deutliche finanzielle Fehlschlag hatte aber auch Auswirkungen auf EAs Geschäftsbetrieb. Laufende Kosten wie etwa Marketing-Budgets wurden reduziert, Mitarbeiter entlassen und der Schwerpunkt auf rentable Produkte wie die Serien FIFA und Need for Speed verlegt.

### Medal of Honor: Above and Beyond
Im September 2019 kündigten EA und Entwicklerstudio Respawn Entertainment mit Medal of Honor: Above and Beyond nach acht Jahren einen weiteren Ableger an, der wieder im Zweiten Weltkrieg angesiedelt ist und ausschließlich für Virtual-Reality-Headsets veröffentlicht wird. Die Produktion wurde von Peter Hirschmann geleitet, der bereits am ersten Medal of Honor mitwirkte. Für die Musik zeichneten Nami Melumad und Michael Giacchino verantwortlich. Neben einem Einzel- und Mehrspielermodus enthält das VR-Spiel auch Dokumentationen über Zeitzeugen. Medal of Honor: Above and Beyond ist am 11. Dezember 2020 für Oculus Rift, HTC Vive und Valve Index erschienen. Von der Fachpresse wurde der VR-Shooter eher verhalten rezensiert. Die eigens für das Spiel produzierte Dokumentation Colette von Regisseur Anthony Giacchino gewann allerdings 2021 den Oscar als Bester Dokumentar-Kurzfilm.

### Handheld-Versionen

#### Medal of Honor: Underground (GBA)
Neben den Fassungen für stationäre Konsolen und Computer erschienen auch einige Spiele für Handheld-Konsolen. Als erstes erschien Ende 2002 eine Umsetzung des PlayStation-Spieles Medal of Honor: Underground für den Game Boy Advance (umgesetzt von Rebellion). Der Ego-Shooter hat allerdings sehr mit den Hardware-Einschränkungen zu kämpfen.

#### Medal of Honor: Infiltrator (GBA)
Ende 2003 wurde das nächste Spiel für den GBA veröffentlicht, Medal of Honor: Infiltrator. Diesmal jedoch als Third-Person-Shooter in der Draufsicht in der Rolle von Corporal Jake Murphy. Im Gegensatz zum ersten GBA-Medal-of-Honor erhielt Infiltrator viel Kritikerlob.

#### Medal of Honor: Heroes (PSP)
Ende 2006 erschien mit Medal of Honor: Heroes das erste Spiel der Reihe für die PlayStation Portable wieder als Ego-Shooter. Dabei übernimmt man in drei Kampagnen die Kontrolle über drei bekannte Charaktere, Jimmy Patterson (Medal of Honor und Frontline), John Baker (Allied Assault: Breakthrough) und William Holt (European Assault). Dieses Spiel erlaubt Wireless-Multiplayer-Duelle für bis zu 32 Spieler. Man findet in diesem Spiel auch ein abschließendes Ende des Vorgängers Rising Sun (das offen blieb).

#### Medal of Honor: Heroes 2 (PSP)
Ende 2007 erschien mit Medal of Honor: Heroes 2 eine Fortsetzung des letzten Handheld-Titels für die PlayStation Portable. Dieses Spiel, das auch für Wii veröffentlicht wurde, bietet erneut eine lose zusammen hängende Handlung, legt jedoch auch großen Wert auf den enthaltenen Mehrspielermodus.

### Sonstige Versionen
Bis auf das GBA-Spiel Infiltrator sind alle Spiele der Reihe reine Ego-Shooter. Anfang 2001 wurde jedoch das Spiel Medal of Honor: Fighter Commander vorgestellt, das 2002 erscheinen sollte. Dieses Spiel sollte eine Weltkriegs-Flugsimulation werden, doch aufgrund mangelnder Qualität und der Aussage des Herstellers, man wolle sich mit der Reihe auf Ego-Shooter konzentrieren, wurde die Entwicklung an Fighter Commander eingestellt und das Spiel erschien nie.
Nachdem Medal of Honor: Allied Assault und seine zwei Ergänzungen, Spearhead und Breakthrough erschienen waren, erschien im September 2003 die  Medal of Honor: Allied Assault Deluxe Edition, eine Sammlung des Hauptspieles und der Erweiterung Spearhead, sowie dem Soundtrack (17 Musikstücke) und fünf Desktophintergründen. Im März 2004 wurde dann zudem Medal of Honor: Warchest veröffentlicht. Erneut findet man hier das Hauptspiel und beide Erweiterungen und des Weiteren 30 Mehrspielerkarten. Nur in Asien erschien im Juli 2003 Medal of Honor: Crossfire, ein Boxset mit dem Spiel Allied Assault inklusive Spearhead und einer exklusiven Bonus-CD mit dem Soundtrack.
Vom PC-Spiel Pacific Assault erschien außerdem eine limitierte Director's Edition, die nur in den USA veröffentlicht wurde, und die exklusive Spielinhalte bietet (z. B. weitere Waffen), Galerien, geschichtliche Hintergründe, Interviews und ein Making-of. Im März 2007 wurde dann noch die Medal of Honor: Collection veröffentlicht. Dieses Boxset, das nur für die PlayStation 2 erschien, enthielt die drei Konsolenspiele Frontline, Rising Sun und European Assault. Im Dezember desselben Jahres erschien für die PlayStation 2 noch ein sehr ähnliches Boxset mit dem Namen Medal of Honor: Complete Collection. Dieses enthielt dieselben Spiele wie das vorherige Boxset und zusätzlich das Konsolenspiel Vanguard.
2006 erschien das Handy-Spiel Medal of Honor: Mobile, ein 2D-Shoot'em up.
2009 erschien mit Medal of Honor - 10th Anniversary ein Boxset mit Medal of Honor: Allied Assault mit seinen beiden Ergänzungen Spearhead und Breakthrough sowie Medal of Honor: Pacific Assault und Medal of Honor: Airborne. Dieses Set beinhaltet des Weiteren eine Soundtrack-CD mit 14 Musikstücken.
Neben der Standardversion von Medal of Honor (2010) erschienen zusätzlich eine Limited- sowie eine Tier-1-Edition. In der Limited-Edition von Medal of Honor (2010) befand sich in der PlayStation-3-Fassung auch eine Kopie des Konsolenspiels Frontline.

## Rezeption
| Titel                            | Metacritic                          |
| -------------------------------- | ----------------------------------- |
| Medal of Honor (1999)            | 92/100                              |
| Medal of Honor: Underground      | PS: 86/100 GBA: 46/100              |
| Medal of Honor: Allied Assault   | 91/100                              |
| Medal of Honor: Frontline        | PS2: 88/100 XBOX: 81/100 GC: 80/100 |
| Medal of Honor: Infiltrator      | 80/100                              |
| Medal of Honor: Pacific Assault  | 80/100                              |
| Medal of Honor: Airborne         | PS3: 75/100 X360: 73/100 PC: 78/100 |
| Medal of Honor (2010)            | X360: 74/100 PS3: 75/100 PC: 72/100 |
| Medal of Honor: Warfighter       | PC: 55/100 PS3: 55/100 X360: 53/100 |
| Medal of Honor: Above and Beyond | 66/100                              |

Die Übernahme durch Electronic Arts habe der Serie nicht gutgetan, da Innovationen fortan ausblieben. Der seelenlose Neustart 2010 und der Nachfolger Warfighter sei für den Totalabsturz der Serie verantwortlich. Das Franchise lege brach und konnte sich in der Vergangenheit nicht gegen die Vormachtstellung Battlefield und Call of Duty durchsetzen, obwohl im Markt durchaus eine Lücke wäre.

### Kontroversen
Wegen der Gewaltdarstellungen und dem Realismus der Szenen stand Medal of Honor unter heftiger Kritik. Die ersten beiden Spiele der Reihe, Medal of Honor (1999) und Medal of Honor: Underground (2000, beide PlayStation), wurden in Deutschland daher von der BPjS indiziert (Medal of Honor 2000, Underground 2002). Aufgrund des Szenarios bietet das Spiel zahlreiche Hakenkreuze, Siegrunen und andere nationalsozialistische Symbole und Plakate, die in Deutschland heute als verfassungsfeindlich gelten und daher für die deutschen Fassungen in allen Spielen entfernt und teilweise durch Eiserne Kreuze oder Balkenkreuze ersetzt wurden. In den ersten beiden Spielen befand sich im Original während der Undercover-Missionen noch der Hitlergruß, der für die deutschen Fassungen ebenfalls entfernt wurde. Des Weiteren sieht man in den Originalvideos in der deutschen Fassung niemals Hitler oder andere Machthaber des Dritten Reiches und wenn im Original direkt von Hitler die Rede ist, heißt es in der zensierten Fassung schlicht nur „der Oberbefehlshaber“. In Deutschland besitzt jedes Spiel eine Einstufung Nicht geeignet unter 18 Jahren bzw. Keine Jugendfreigabe (ausgenommen Infiltrator, das ab 12 Jahren freigegeben ist).
Die Fortsetzung von Medal of Honor im Jahr 2010 hatte bereits im Vorfeld für einen Skandal gesorgt. So wurde dem Spieler ermöglicht, im Mehrspieler in die Rolle der Taliban zu schlüpfen. Besonders das Militär kritisierte den Hersteller Electronic Arts scharf. Der deutsche Bundeswehrverband äußerte sich empört über das Spiel und bezeichnete die geplante Veröffentlichung als „widerwärtig“. Das US-amerikanische Militär rief zum Boykott des Spiels auf; der Verteidigungsminister von Großbritannien forderte ein Verbot des Spiels. Infolge der Reaktionen erklärte der Executive Producer Greg Goodrich am 1. Oktober 2010 im Entwickler-Blog, dass die zu spielende Fraktion in „Opposing Force“ umbenannt wurde. Dies sei laut Goodrich aus „Respekt vor den Männern und Frauen im Militärdienst“ geschehen.